# Julien Baylacq
Julien Baylacq (né le 10 avril 1989 à Échirolles, France) est un ancien joueur professionnel de hockey sur glace. Évoluant au poste d'attaquant, il a passé toute sa carrière chez les Brûleurs de Loups de Grenoble.

## Carrière

### Carrière en club
Julien Baylacq joue sa première année au sein de l'équipe cadets de Grenoble lors de la saison 2005-2006. Il joue six matchs et inscrit un but et trois assistances. La saison suivante, il est désigné capitaine de l'effectif des moins de 18 ans ; il participe à treize rencontres et marque 21 points. Âgé de 17 ans, il joue parallèlement des matchs dans le championnat des moins de 22 ans. En 2007-2008, il est désigné assistant capitaine et, avec 27 points marqués, il termine deuxième pointeur de son équipe.
En 2007-2008, à 18 ans, il intègre pour la première fois l'effectif professionnel des Brûleurs de Loups avec lesquels il joue 13 matches. L'année suivante, il participe encore à 14 matchs espoirs et marque 26 points pour conserver sa place de deuxième meilleur pointeur de l'équipe. Membre des Brûleurs de loups avec lesquels il joue 33 matches, il remporte quatre trophées nationaux : la Ligue Magnus, la Coupe de la Ligue, la Coupe de France et le Match des champions. Ses deux dernières saisons au sein de l'effectif des moins de 22 ans sont moins productives : il ne joue que huit matchs et passe l'essentiel de ces saisons avec l'équipe de la Ligue Magnus.
En 2009-2010, Baylacq joue tous les matches de l'équipe et termine quatrième pointeur grenoblois des séries éliminatoires. Lors de la saison 2010-2011 Baylacq inscrit dix buts et sept aides et termine sixième pointeur de l'équipe des Brûleurs de Loups.
Le 23 mars 2011, son contrat est reconduit pour les deux saisons supplémentaires et il est nommé capitaine de l'équipe.
Il restera fidèle au maillot grenoblois toute sa carrière, à laquelle il mettra un terme à la fin de la saison 2021-2022, sur un nouveau titre de champion de France acquis à domicile.

### Carrière internationale
Julien Baylacq est sélectionné en équipe de France depuis l'équipe des moins de 18 ans en 2006-2007. Lors du championnat junior D1 de 2009 des moins de 20 ans, il marque un but et une assistance alors que l'équipe termine à la 3e place. Dans le cadre de ce championnat, Baylacq est désigné meilleur joueur français lors du match contre la Biélorussie.

## Statistiques
| Saison    | Équipe                        | Ligue        |    | Saison régulière | Saison régulière | Saison régulière | Saison régulière | Saison régulière |   | Séries éliminatoires | Séries éliminatoires | Séries éliminatoires | Séries éliminatoires | Séries éliminatoires |
| Saison    | Équipe                        | Ligue        | PJ | B                | A                | Pts              | Pun              | PJ               | B | A                    | Pts                  | Pun                  |                      |                      |
| 2005-2006 | Grenoble U18                  | France U18   | 6  | 1                | 3                | 4                | 0                | -                | - | -                    | -                    | -                    |                      |                      |
| 2006-2007 | Grenoble U18                  | France U18   | 13 | 7                | 14               | 21               | 10               | 1                | 2 | 0                    | 2                    | 2                    |                      |                      |
| 2006-2007 | Grenoble U22                  | France U22   | 9  | 0                | 4                | 4                | 2                | -                | - | -                    | -                    | -                    |                      |                      |
| 2007-2008 | Grenoble U22                  | France U22   | 16 | 11               | 16               | 27               | 4                | 2                | 0 | 0                    | 0                    | 0                    |                      |                      |
| 2007-2008 | Brûleurs de loups de Grenoble | Ligue Magnus | 12 | 0                | 0                | 0                | 0                | 1                | 0 | 0                    | 0                    | 0                    |                      |                      |
| 2008-2009 | Grenoble U22                  | France U22   | 14 | 13               | 13               | 26               | 35               | 2                | 0 | 1                    | 1                    | 2                    |                      |                      |
| 2008-2009 | Brûleurs de loups de Grenoble | Ligue Magnus | 22 | 0                | 2                | 2                | 2                | 11               | 0 | 0                    | 0                    | 0                    |                      |                      |
| 2009-2010 | Grenoble U22                  | France U22   | 7  | 5                | 3                | 8                | 20               | 4                | 2 | 3                    | 5                    | 14                   |                      |                      |
| 2009-2010 | Brûleurs de loups de Grenoble | Ligue Magnus | 26 | 3                | 9                | 12               | 10               | 9                | 4 | 3                    | 7                    | 0                    |                      |                      |
| 2010-2011 | Grenoble U22                  | France U22   | 1  | 2                | 2                | 4                | 0                | 4                | 1 | 1                    | 2                    | 20                   |                      |                      |
| 2010-2011 | Brûleurs de loups de Grenoble | Ligue Magnus | 23 | 10               | 7                | 17               | 38               | 2                | 1 | 0                    | 1                    | 6                    |                      |                      |
| 2011-2012 | Brûleurs de loups de Grenoble | Ligue Magnus | 22 | 2                | 8                | 10               | 20               | 20               | 4 | 8                    | 12                   | 14                   |                      |                      |
| 2012-2013 | Brûleurs de loups de Grenoble | Ligue Magnus | 25 | 6                | 5                | 11               | 33               | 8                | 1 | 2                    | 3                    | 0                    |                      |                      |
| 2013-2014 | Brûleurs de loups de Grenoble | Ligue Magnus | 23 | 4                | 3                | 7                | 14               | 5                | 0 | 1                    | 1                    | 4                    |                      |                      |
| 2014-2015 | Brûleurs de loups de Grenoble | Ligue Magnus | 26 | 2                | 3                | 5                | 16               | 5                | 1 | 1                    | 2                    | 2                    |                      |                      |
| 2015-2016 | Brûleurs de loups de Grenoble | Ligue Magnus | 26 | 4                | 7                | 11               | 16               | 5                | 1 | 2                    | 3                    | 2                    |                      |                      |
| 2016-2017 | Brûleurs de loups de Grenoble | Ligue Magnus | 44 | 6                | 9                | 15               | 40               | 12               | 2 | 2                    | 4                    | 8                    |                      |                      |
| 2017-2018 | Brûleurs de loups de Grenoble | Ligue Magnus | 44 | 5                | 14               | 19               | 20               | 16               | 1 | 3                    | 4                    | 8                    |                      |                      |
| 2018-2019 | Brûleurs de loups de Grenoble | Ligue Magnus | 43 | 3                | 8                | 11               | 41               | 15               | 1 | 1                    | 2                    | 6                    |                      |                      |
| 2019-2020 | Brûleurs de loups de Grenoble | Ligue Magnus | 36 | 2                | 9                | 11               | 20               | 4                | 1 | 1                    | 2                    | 2                    |                      |                      |
| 2020-2021 | Brûleurs de loups de Grenoble | Ligue Magnus | 22 | 1                | 5                | 6                | 60               | -                | - | -                    | -                    | -                    |                      |                      |
| 2021-2022 | Brûleurs de loups de Grenoble | Ligue Magnus | 31 | 2                | 5                | 7                | 16               | 11               | 1 | 2                    | 3                    | 0                    |                      |                      |

| Année | Équipe     | Compétition                             |   | PJ | B | A | Pts | Pun         |  | Résultat |
| 2006  | France U18 | Championnat du monde moins de 18 ans D1 | 5 | 0  | 1 | 1 | 0   | 4e groupe A |  |          |
| 2007  | France U20 | Championnat du monde junior D1          | 5 | 0  | 0 | 0 | 0   | 4e groupe B |  |          |
| 2008  | France U20 | Championnat du monde junior D1          | 5 | 1  | 1 | 2 | 0   | 5e groupe B |  |          |

## Trophées et honneurs personnels
- 2007-2008 : médaille de bronze du Championnat de France des U22 ;
- 2008-2009 : 
  - médaille de bronze au Championnat de Monde U20 D1,
  - médaille d'argent du Championnat de France des U22 2008-2009,
  - Ligue Magnus,
  - Coupe de la Ligue,
  - Coupe de France,
  - Match des champions ;
- 2009-2010 : médaille d'or du Championnat de France des U22 2009-2010 ;
- 2010-2011 : 
  - Médaille d'argent du Championnat de France des U22 2010-2011,
  - Coupe de la Ligue
- 2015 : Coupe de la Ligue[9],
- 2017 : Coupe de France[9].
- 2019 : Ligue Magnus.
- 2022 : Ligue Magnus